# Howard (Wisconsin)
Howard è un villaggio degli Stati Uniti d'America, situato in Wisconsin, diviso tra la contea di Outagamie e la contea di Brown.